# Assassin's Creed: Altaïr's Chronicles
Vous lisez un « bon article » labellisé en 2008.
Assassin's Creed: Altaïr's Chronicles (littéralement Le Credo de l'assassin : les Chroniques d'Altaïr) est un jeu vidéo d’action développé par Gameloft Srl et édité par Ubisoft, sorti en 2008 sur Nintendo DS. Il s’agit de la préquelle du jeu vidéo Assassin's Creed. Celui-ci délaisse l’aspect « science-fiction » du premier épisode ; les thématiques et les décors sont plus orientés vers la fantasy rapprochant presque le jeu de l’univers d’une autre série d’Ubisoft : Prince of Persia. Le jeu alterne des phases de plates-formes/infiltration et de combats et il exploite les possibilités de l’écran tactile et du microphone qui permettent d’interagir avec le jeu. Annoncé en même temps que les versions sur consoles de salon, cet épisode sort finalement plus tard, et l'accueil est plus réservé par la presse en raison notamment des concessions techniques liées au support. Néanmoins il trouve grâce aux yeux de certains critiques, pour ses décors ou sa musique d’ambiance par exemple. Le jeu a été porté en 2009 sur iOS et en 2010 sur Android et Windows Phone.

## Trame

### Contexte
1190, la troisième croisade fait rage sur la Terre sainte. Les Croisés se battent contre les Sarrasins pour le contrôle de Jérusalem, la Ville Sainte.
Un jeune assassin revient chez lui après un dur voyage et est chargé par ses aînés de trouver et rapporter un objet sacré : le Calice. Ce trésor aurait le pouvoir d’unir sous un même drapeau toutes les factions. Quiconque le posséderait, que ce soit les Croisés ou les Sarrasins, pourrait ainsi mettre un terme à la troisième croisade par la victoire d’un des deux camps. Mais le Calice est un objet bien trop puissant pour être laissé entre les mains des hommes : il doit être trouvé et détruit.
Cette préquelle d’Assassin's Creed intègre deux nouvelles villes par rapport à son prédécesseur, Tyr et Alep, et en supprime une, Masyaf. Elle délaisse également toute la partie « science-fiction » du premier opus.

### Synopsis
L’assassin, Altaïr, commence alors assassin, Rafik, lui apprend qu’un marchand, Tamir, le chef des sarrasins, est en relation avec les Templiers.[pas clair] Altaïr interroge Misbah, un homme en connexion avec Tamir. Ainsi, il peut retrouver ce dernier. Il apprend, avant de le tuer, que le Calice est gardé dans le Temple du Sable et qu’il a besoin de trois clefs pour y entrer. Il obtient la première auprès de Tamir. Altaïr rend ensuite visite à une danseuse de cirque, Fajera. Celle-ci semble détenir des renseignements cruciaux mais elle s'enfuit. Une fois celle-ci rattrapée, Altaïr doit tuer un Templier du nom d’Alaat qui la protège. Ce n'est qu'ensuite que la danseuse lui apprend que la seconde clef se trouve dans l’hôpital des Templiers à Tyr.
Il parle alors à un confrère assassin de Tyr, Hamid, et apprend que Roland Napule, à la tête de l’hôpital, possède probablement la clef. Après avoir traversé les égouts, Altaïr assassine Roland et récupère la clef auprès d’un prisonnier subissant un interrogatoire. Il voyage alors vers Jérusalem et parle avec Kadar qui lui apprend que le chef des Templiers, Basilisk, est dans le palais royal de la Ville Sainte et qu’il possède la troisième clef. Après avoir infiltré le palais avec l’aide de l’un des hommes de Kadar, Altaïr combat Basilisk et lui prend la clef.
Mais, à son retour à Tyr, les Templiers attaquent Hamid et volent la carte du Temple du Sable. Altaïr les prend alors en chasse jusqu’à leur tour et, après avoir atteint le haut de celle-ci, tue le maître de la tour pour lui reprendre la carte. L’assassin part alors pour le Temple du Sable et se fraie un passage jusqu’à la salle du trésor. Mais, il n'y trouve qu'un coffre vide et Basilisk qui lui rit au nez. Après avoir échappé à l’effondrement du temple, Altaïr repart pour Tyr.
Hamid lui explique comment infiltrer le château où se trouve Basilisk. Altaïr part le combattre et le blesse gravement. Son adversaire lui révèle alors que le Calice est en fait une femme de Jérusalem nommée Adha et que les Templiers sont en train d’assiéger la ville de Saint-Jean-d’Acre, sur la route de la Ville Sainte. Altaïr y part, infiltre le camp des Templiers et y tue le commandant. Il se rend ensuite à Jérusalem où il sauve Adha et apprend que les Templiers ont acheté le commandant en second des assassins, Harash. Altaïr va donc à Alep, dans la forteresse des assassins, pour tuer Harash. À ce moment, Basilisk capture Adha et l’emmène au port de Jérusalem. Altaïr parvient à les rattraper et tue Basilisk sur son bateau. Mais, Adha est sur un autre bateau qui fuit avant qu’Altaïr ne puisse l’atteindre. Finalement, contraint d’abandonner la poursuite, le jeune assassin se fait le serment qu’il retrouvera Adha.

## Système de jeu

### Généralités

#### Système de niveaux
Assassin's Creed: Altaïr's Chronicles se découpe en plusieurs niveaux correspondant chacun à une ville visitée dans le scénario. Une fois le jeu terminé, le joueur a accès à un mode de difficulté supérieur. Il y a trois niveaux de difficulté.

#### Phases de plates-formes / infiltration
Les phases de plates-formes d’Assassin's Creed: Altaïr's Chronicles constituent les seules phases d’infiltration du jeu : il s’agit de passer par les toits ou les bas-fonds des villes pour ne pas être repéré par des gardes. Cet aspect « infiltration » est donc bien moins développé que dans Assassin's Creed où l’environnement n’est pas linéaire mais ouvert et où la gestion des foules est beaucoup plus poussée.
Le jeu est en 3D et se joue à l’aide d’une vue de trois-quarts selon un défilement horizontal. Celle-ci n’est pas fixe, il y a parfois des effets de zoom ou de rotation. Le joueur dispose, sur l’écran du bas de la console, d’une carte pour s’orienter dans le niveau et repérer les personnages non-joueurs.
Le chemin que le joueur doit suivre pour atteindre la fin du niveau est marqué par des orbes. Celles-ci, une fois collectées, permettent d’acheter des compétences dans le menu « Améliorations » (orbes bleus) ou d’augmenter la barre de vie (orbes rouges). Le chemin est également parsemé de checkpoints où ont lieu les sauvegardes automatiques.
Lors de ces phases, le joueur doit parfois souffler dans le microphone pour avoir accès, par exemple, à des coffres au trésor enfouis sous le sable.

#### Phases de combat
Parfois, le joueur n’a pas d’autre choix que de combattre des soldats, des fantassins ou des archers. Il doit aussi affronter des boss, contre lesquels les combats se concluent par assassinat à la lame rétractable. Pour cela, il a accès à sept armes à partir du menu « Inventaire » (lame rétractable, épée, arbalète, explosifs, fumigènes, couteaux de lancer…). Les combats s’effectuent à l’aide de combos, alternances de coups légers et de coups forts par exemple, et peuvent être écourtés par des événements contextuels (pousser un ennemi d’un toit par exemple).

### Mini-jeux
En marge des phases de jeu principales, Assassin's Creed: Altaïr's Chronicles propose des mini-jeux. Leur résolution permet de progresser dans l’aventure en récupérant des clefs ou en pratiquant des interrogatoires. Contrairement aux phases de jeu principales, ces mini-jeux n’exploitent que les capacités tactiles de la Nintendo DS.
Le premier mini-jeu consiste à récupérer furtivement des clefs et ce, en temps limité. Le joueur doit déplacer la clef à l’aide du stylet hors de la bourse du personnage visé et cela sans toucher les autres objets parfois mouvants contenant la bourse. Il doit préalablement fouiller les bourses, c’est-à-dire balayer l’écran tactile avec le stylet pour en dévoiler l’intérieur.
Le deuxième mini-jeu consiste à appliquer des pressions sur des points précis du corps d’un personnage selon un timing précis (indiqué par des cercles se rétrécissant) pour forcer celui-ci à parler. Ce mini-jeu reprend le gameplay du jeu Osu! Tatakae! Ōendan le rythme musical en moins.

## Développement
La version Nintendo DS d’Assassin's Creed est prévue plus d’un an avant sa sortie effective et doit initialement paraître en même temps que les versions sur consoles de salon de septième génération, en septembre 2007. Le jeu sort finalement en février 2008, fort du succès du premier opus.
Ubisoft, qui développe la version console de salon et PC via son studio montréalais, confie le développement de cet épisode à Gameloft, qui s’occupe aussi des versions pour téléphone mobile de la licence. Fort de son expérience de la 3D sur Nintendo DS avec le développement de Brothers in Arms DS, le studio opte pour une vue particulière. Cette vue sera reprise pour l’épisode sur téléphone portable, Assassin's Creed HD, mais pas pour la version de base, les contraintes techniques étant trop fortes,,.
Il existe aussi des contraintes d'ordre technique liée à la taille et à la puissance du support sur Nintendo DS. Gameloft sacrifie des possibilités par rapport à la version console de salon. Il décide de se concentrer sur deux aspects d’Assassin's Creed : les assassinats et les acrobaties du personnage. Ces concessions ont non seulement une incidence concernant le gameplay, mais également sur le plan esthétique où le souci de réalisme de l’univers n’a pas pu être aussi poussé que dans les versions consoles de salon. Ainsi, étonnamment, le jeu se rapproche plus en termes d’univers d’une autre licence d’Ubisoft, Prince of Persia, par un petit côté « fantasy » mais aussi par son aspect plates-formes prédominant,.
Le jeu a été en partie développé à Bucarest.
Équipe de développement
- Producteur : Bogdan Lucaci
- Producteur délégué : Antony Faby
- Directeur créatif : Stanislas Dewavrin
- Directeur artistique : Arthur Hugot
- Responsables graphisme 3D : Christophe Latour, Aurel Manea
- Modelage 3D : Andrei Ichim, Aurel Manea, Ovidiu Cristian Matei, Nicolae Costin Parvu, Nandor Mihaly Penzes, Vladimir Teneslav
- Responsables graphisme 2D : Istvan Kovacs, Alexandru Negoita
- Artistes 2D : Arthur Hugot, Alexandru Negoita, Catalin Raibuh, Andreea Gabriela Vatau
- Responsable animation 3D : Iura Sinchevici
- Animation 3D : Claudiu Paduroiu, Iura Sinchevici, Cristian Ciprian Vilau
- Directeur son : Mathieu Vachon
- Son : Jérôme Laberge, Mathieu Vachon
- Directeur technique : Dragos Iftimi
- Responsables game design : Bogdan Lucaci, Cristian Soare
- Game design : Mihai Chirila, Raoul Paraschiv, Cristian Soare, Andrei Vasilescu
- Responsable level design : Raoul Paraschiv
- Level design : Mihai Chirila, Mihai Alin Dindareanu, Laurentiu Grigorescu, Raoul Paraschiv, Andrei Vasilescu
- Responsable programmation : Bogdan Bucur
- Programmation : Bogdan Gabriel Bejan, Razven Dinita, Daniel Dragan, Ionut Matasaru, Mihai Silviu Murgan
- Manager qualité : Costel Apopii
- Responsables qualité : Eugen Baicea, Petru Matei Binescu
- Testeurs qualité : Adrian Arba, Eugen Baicea, Petre Matei Binescu, Mihai Cojanu, Mihai Iacob, Radu Ichim, Valentin Andrei Moldovan, Razvan Lazarescu, Teodor Vasile, Ionut Zabulica

## Portage iPhone
Une version pour iOS d'Assassin's Creed: Altaïr's Chronicles a également été développée et édité par Gameloft. Le jeu bénéficie de graphismes plus fins et d'un contrôle entièrement tactile, ce qui contraste avec la version sur Nintendo DS qui, pourtant doté d'un écran tactile, n'utilisait que peu ces fonctionnalités. Le jeu a obtenu un score moyen de 7.7/10 dans la presse spécialisée iPhone. Le jeu a notamment obtenu 9/20 sur Jeuxvideo.com mais 17/20 dans Jeux vidéo Magazine. Le jeu est sorti en 2009 et s'est classé 3e des ventes de l'App Store en France, en Allemagne et au Canada ; 4e au Royaume-Uni et 6e aux États-Unis.

## Accueil

### Critique
Assassin's Creed: Altaïr's Chronicles, dans sa version Nintendo DS, a reçu une moyenne agrégée de 58 % sur le site Game Rankings.
Les critiques regrettent la durée de vie limitée du titre, et ce en raison du faible nombre de missions et de l’absence de sauvegardes multiples qui auraient permis au joueur de reprendre un niveau au choix,,. Le deuxième point de reproche majeur est le gameplay qui souffre de faiblesses du point de vue de la maniabilité liés à des problèmes de caméra, de framerate,, de collisions et de prise en main. Est aussi reproché le caractère répétitif et limité des combats,,.
Certains notent de bons points tels un bon level design, une jolie 3D (décors, animations),, ou une ambiance sonore correcte,.
Finalement, les critiques déplorent la perte des atouts qui ont fait le succès d’Assassin's Creed. Certains sont plus indulgents et estiment que le cheminement psychologique d’Altaïr dans cette préquelle apporte quelque chose à la première aventure.

### Ventes
Sur PlayStation 3 et Xbox 360, les ventes d'Assassin's Creed étaient respectivement estimées à 2,83 millions et 3,87 millions d’exemplaires, ce qui en a fait l’un des grands succès du jeu vidéo. La version Nintendo DS, elle, ne connaîtra pas le même succès se contentant de 290 000 exemplaires vendus selon  les estimations aux États-Unis, l'un des principaux marchés.